# Towciwiłł (książę połocki)
Towciwiłł, Towtywiłł – litewski kunigas, książę Połocka, zm. przed 28 grudnia 1263.

## Pochodzenie i rodzina
Prawdopodobnie był synem litewskiego wodza (kunigasa) Dowsprunka i bliskim krewnym (bratankiem?) Mendoga. W nieznanym czasie Towciwiłł pojął za żonę córkę ruskiego księcia z rodu Rurykowiczów, Briaczysława Wasylkowicza, władającego Połockiem, a siostra Towciwiłła została drugą żoną księcia halickiego Daniela, przy czym to małżeństwo mogło być inicjowane przez Dowsprunka lub samego Mendoga. Być może synem Towciwiłła był Konstanty, władający w latach 60. XIII wieku Witebskiem.

## Walki z Mendogiem na Litwie
Początkowo Towciwiłł zgodnie współpracował z litewskim wielkim księciem Mendogiem, z polecenia którego latem 1247 wraz ze swym bratem Edywidem oraz Wikintem wyprawili się na ruski Smoleńsk. Wyprawa zakończyła się niepowodzeniem, a w rzeczywistości była podstępem ze strony Mendoga, który dążył do zdobycia pełni samodzielnej władzy w księstwie. Wielki książę zaatakował domeny Towciwiłła oraz ziemie pozostałych nieobecnych kunigasów. Wówczas Towciwiłł i reszta zwrócili się o pomoc do Daniela halickiego, który widząc zagrożenie ze strony coraz silniejszego Mendoga odmówił wydania litewskich uchodźców i wraz z nimi począł formować antylitewską koalicję. W latach 1249–1251 doszło do kilku najazdów na Litwę. Podczas pierwszego Towciwiłł działając wespół z inflanckimi krzyżakami zdobył wiele łupów, a następnie udał się ze swymi sojusznikami do Rygi. Tam przyjęto go z honorami, tym bardziej, że litewski książę obiecał przyjąć chrześcijańską wiarę, co miało miejsce najprawdopodobniej w 1250. Mendog, którego położenie stawało się coraz cięższe, zaproponował mistrzowi inflanckiemu Andrzejowi von Stirlant (von Falben) zamordowanie Towciwiłła, w zamian wielki książę miał się ochrzcić. Zakonny dostojnik nie zgodził się na tak radykalne rozwiązanie, jednak odtąd Towciwiłł nie mógł już liczyć na wojskową pomoc Zakonu, choć pozostał w Rydze licząc na poparcie tamtejszego arcybiskupa. Antylitewski sojusz rozpadł się, gdy Mendog faktycznie przyjął chrzest (1251) i obiecał utworzenie na Litwie biskupstwa, w zamian za co otrzymał krzyżacką pomoc w zdobyciu korony królewskiej od papieża (1253). Pomimo tego Towciwiłł, mając pod sobą wojska ruskie i połowieckie, przysłane przez Daniela, udał się na Żmudź do swych krewnych, którzy także buntowali się przeciwko Mendogowi. Zebrawszy wojska, z dodatkową pomocą jaćwieską, w 1251 Towciwiłł uderzył na Mendoga i jego szwagra Dowmunta, którzy jednak wspomagani przez Inflantczyków pokonali najeźdźców. Kolejne dwa starcia również zakończyły się zwycięstwem Mendoga. Pokonany Towciwiłł i jego brat Edywid w pierwszych miesiącach 1253 musieli udać się na wygnanie.

## Na wygnaniu u Daniela halickiego
Przyjął ich szwagier, Daniel halicki, razem z którym litewscy wygnańcy jeszcze w tym samym, 1253 roku wzięli udział w wyprawie, by wspomóc węgierskiego króla Belę IV w walce z czeskim Przemysłem Ottokarem II. Kierując się na Morawy Daniel, jego syn Lew, Towciwiłł i Edywid zatrzymali się w Krakowie. W drodze przez Polskę do Daniela i Towciwiłła przyłączyli się książęta Bolesław krakowski (zięć Beli IV) i Władysław opolski. Udział tego ostatniego Piasta stał się przyczyną niesnasek między wodzami, co ostatecznie doprowadziło do klęski całej wyprawy.

## Książę Połocka
Gdy kilka lat później Towciwiłł pojawia się kolejny raz w źródłach historycznych był już wonczas samodzielnym władcą księstwa połockiego (którym wcześniej władał jego zmarły w 1241 teść Briaczysław), choć dokładnie nie wiadomo, w którym momencie Towciwiłł przejął władzę w Połocku. Panowanie Towciwiłła w Połocku wiązało się z powstałym po 1254 sojuszem litewsko-halickim, wzmocnionym małżeństwem syna Daniela, Szwarna z córkę Mendoga, co miało miejsce na przełomie 1254 i 1255 roku. Być może jednym z punktów układu była amnestia i zgoda na powrót Towciwiłła oraz pozostałych wygnańców. Taki sojusz zaniepokoił poważnie mongolskiego chana Złotej Ordy, który wysłał wodza Burundaja, by ukrócić samowolę Daniela halickiego. Pod koniec 1258 przymuszeni do tego Rusini prowadzeni przez księcia Wasylka (Daniel przezornie unikał spotkania z Burundajem) wspólnie z Mongołami zaatakowali Litwę, wówczas syn Mendoga, Wojsiełk i Towciwiłł przeprowadzili nagłą kontrakcję i uwięzili syna Daniela, Romana, władającego na Rusi Czarnej. Mimo że Daniel usilnie poszukiwał syna, to ten zmarł w niejasnych okolicznościach. W 1262 wojska Towciwiłła razem Nowogrodzianami, dowodzonymi przez syna i zięcia Aleksandra Newskiego, zdobyli krzyżacki Dorpat, realizując w ten sposób sojusz zawarty z Mendogiem, który porzucił chrześcijaństwo i zwrócił się przeciwko swoim wcześniejszym sprzymierzeńcom.

## Śmierć Mendoga i Towciwiłła
Jesienią 1263 zamordowany został wielki książę Mendog. Spisek przeciwko niemu zawiązali jego szwagier Dowmunt i siostrzeniec Treniota, którzy wykorzystali powszechny skandal, powstały, gdy po śmierci żony Marty Mendog zapragnął jej siostry, będącej żoną Dowmunta. Oburzony Dowmunt, obawiający się także rządów silnej ręki Mendoga, podstępnie zabił Mendoga i jego dwóch synów. Władzę na Litwie objął Treniota. Nie jest pewne czy w spisku uczestniczył również Towciwiłł, niemniej był jednym z tych, którzy na śmierci Mendoga mogli wiele skorzystać. Niestety, nowy władca Litwy, wielki książę Treniota zaprosił Towciwiłła i podczas układów zdradziecko go zamordował. Miało to miejsce przed 28 grudnia 1263. Wiosną 1264 Treniota został zamordowany przez służących Mendoga, a Dowmunt został wygnany przez Wojsiełka (panował 1264-1267), który ponownie podporządkował księstwo połockie Litwie.